# リトアニアの首相
リトアニアの首相は、リトアニア政府（行政府）の長であり、セイマス（リトアニア議会）によって選出される。ここ近年の首相制度は1990年に確立されたものであるが、1992年11月25日までは「閣僚会議議長」と公式に呼ばれていた。この職は、ソビエト連邦の崩壊の混乱の中リトアニアの独立を目指した政治組織、サユディスによって設置されたものである。
過去にさかのぼってみると、首相の肩書きは1918年から1940年にかけても用いられてきた。これは、リトアニア共和国がロシア帝国の崩壊により独立し、ソビエト連邦に併合されるまでの期間にあたる。

## リトアニア共和国（1918年 - 1940年）
| 代       | 内閣 | 氏名                                                   | 肖像 | 就任           | 辞任           | 在任期間 | 政党                         |
| -------- | ---- | ------------------------------------------------------ | ---- | -------------- | -------------- | -------- | ---------------------------- |
| 1        | 1    | アウグスティナス・ヴォルデマラス Augustinas Voldemaras |      | 1918年11月11日 | 1918年12月26日 | 45日     | リトアニア民族進歩党         |
| 2        | 2    | ミーコラス・スレジェヴィチュス Mykolas Sleževičius     |      | 1918年12月26日 | 1919年3月12日  | 69日     | リトアニア農民人民連合       |
| 3        | 3    | プラナス・ドヴィーダイティス Pranas Dovydaitis         |      | 1919年3月12日  | 1919年4月12日  | 30日     | リトアニア・キリスト教民主党 |
| 2        | 4    | ミーコラス・スレジェヴィチュス Mykolas Sleževičius     |      | 1919年4月12日  | 1919年10月7日  | 173日    | リトアニア農民人民連合       |
| 4        | 5    | エルネスタス・ガルヴァナウスカス Ernestas Galvanauskas |      | 1919年10月7日  | 1920年6月19日  | 252日    | 無所属                       |
| 5        | 6    | カジース・グリニュス Kazys Grinius                     |      | 1920年6月19日  | 1922年2月2日   | 1年213日 | リトアニア社会民主党         |
| 4        | 7    | エルネスタス・ガルヴァナウスカス Ernestas Galvanauskas |      | 1922年2月2日   | 1923年2月23日  | 1年020日 | 無所属                       |
| 4        | 8    | エルネスタス・ガルヴァナウスカス Ernestas Galvanauskas |      | 1923年2月23日  | 1923年6月29日  | 125日    | 無所属                       |
| 4        | 9    | エルネスタス・ガルヴァナウスカス Ernestas Galvanauskas |      | 1923年6月29日  | 1924年6月18日  | 354日    | 無所属                       |
| 6        | 10   | アンタナス・トゥメナス Antanas Tumėnas                 |      | 1924年6月18日  | 1925年2月4日   | 223日    | リトアニア・キリスト教民主党 |
| 7        | 11   | ヴィータウタス・ペトルリス Vytautas Petrulis           |      | 1925年2月4日   | 1925年9月25日  | 227日    | リトアニア・キリスト教民主党 |
| 8        | 12   | レオナス・ビストラス Leonas Bistras                    |      | 1925年9月25日  | 1926年6月15日  | 248日    | リトアニア・キリスト教民主党 |
| 2        | 13   | ミーコラス・スレジェヴィチュス Mykolas Sleževičius     |      | 1926年6月15日  | 1926年12月17日 | 185日    | リトアニア農民人民連合       |
| 1        | 14   | アウグスティナス・ヴォルデマラス Augustinas Voldemaras |      | 1926年12月17日 | 1929年9月23日  | 2年277日 | リトアニア人民族主義連合     |
| 9        | 15   | ユオザス・トゥーベリス Juozas Tūbelis                  |      | 1929年9月23日  | 1934年6月12日  | 4年259日 | リトアニア人民族主義連合     |
| 9        | 16   | ユオザス・トゥーベリス Juozas Tūbelis                  |      | 1934年6月12日  | 1935年9月6日   | 1年086日 | リトアニア人民族主義連合     |
| 9        | 17   | ユオザス・トゥーベリス Juozas Tūbelis                  |      | 1935年9月6日   | 1938年3月24日  | 2年200日 | リトアニア人民族主義連合     |
| 10       | 18   | ヴラダス・ミロナス Vladas Mironas                      |      | 1938年3月24日  | 1938年12月5日  | 256日    | リトアニア人民族主義連合     |
| 10       | 19   | ヴラダス・ミロナス Vladas Mironas                      |      | 1938年12月5日  | 1939年3月28日  | 112日    | リトアニア人民族主義連合     |
| 11       | 20   | ヨナス・チェルニュス Jonas Černius                     |      | 1939年3月28日  | 1939年11月21日 | 238日    | リトアニア人民族主義連合     |
| 12       | 21   | アンタナス・メルキース Antanas Merkys                  |      | 1939年11月21日 | 1940年6月17日  | 207日    | リトアニア人民族主義連合     |
| 体制転換 |      |                                                        |      |                |                |          |                              |
|          |      | ユスタス・パレツキス Justas Paleckis                   |      | 1940年6月17日  | 1940年8月24日  |          |                              |

## リトアニア・ソビエト社会主義共和国（1940年 - 1991年）

### 人民委員会議議長
リトアニア・ソビエト社会主義共和国が作られると、「人民委員会議議長」の職が設置された。
- 1940年8月25日 - 1946年4月2日：メチスロヴァス・ゲドヴィラス Mečislovas Gedvilas

（ただし1941年から1944年まではロシア・ソビエト連邦社会主義共和国に亡命）

### 閣僚会議議長
1946年、人民委員会は閣僚会議に改組され、それに伴い「閣僚会議議長」が「人民委員会議議長」の職を引き継ぐこととなった。
- 1946年4月2日 - 1956年1月16日：メチスロヴァス・ゲドヴィラス Mečislovas Gedvilas
- 1956年1月16日 - 1967年4月14日：モテユス・シュマウスカス Motiejus Šumauskas
- 1967年4月14日 - 1981年1月16日：ユオザス・マニュシス Juozas Maniušis
- 1981年1月16日 - 1985年11月18日：リンガウダス・ソンガイラ Ringaudas Songaila
- 1985年11月18日 - 1990年3月17日：ヴィータウタス・サカラウスカス Vytautas Sakalauskas

## リトアニア臨時政府（1941年）
ナチ占領下のリトアニアにおいてリトアニア臨時政府の樹立が宣言された。

### 首相代行
- 1941年6月23日 - 1941年8月5日：ユオザス・アンブラゼヴィチュス Juozas Ambrazevičius

## リトアニア共和国（1991年 - 現在）
| 代 | 内閣 | 氏名                                                   | 就任           | 辞任           | 政党                                                                                         | 備考  |
| -- | ---- | ------------------------------------------------------ | -------------- | -------------- | -------------------------------------------------------------------------------------------- | ----- |
| -  | 1    | カジミラ・プルンスキエネ Kazimira Prunskienė           | 1990年3月11日  | 1990年3月17日  | 無所属 （サーユーディス支持）                                                                | 代行  |
| 初 | 1    | カジミラ・プルンスキエネ Kazimira Prunskienė           | 1990年3月17日  | 1991年1月10日  | 無所属 （サーユーディス支持）                                                                |       |
| 2  | 2    | アルベルタス・シメナス Albertas Šimėnas                | 1991年1月10日  | 1991年1月13日  | リトアニア・キリスト教民主党 （サーユーディス支持）                                          |       |
| 3  | 3    | ゲディミナス・ヴァグノリュス Gediminas Vagnorius       | 1991年1月13日  | 1992年7月21日  | 祖国同盟＝リトアニア保守派 （サーユーディス支持）                                            | 第1期 |
| 4  | 4    | アレクサンドラス・アビシャラ Aleksandras Abišala       | 1992年7月21日  | 1992年12月2日  | 無所属 （サーユーディス支持）                                                                |       |
| 5  | 5    | ブロニスロヴァス・ルビース Bronislovas Lubys           | 1992年12月2日  | 1993年3月10日  | 無所属 （リトアニア民主労働党支持）                                                          |       |
| 6  | 6    | アドルファス・シュレジェヴィチュス Adolfas Šleževičius | 1993年3月10日  | 1996年2月15日  | リトアニア民主労働党                                                                         |       |
| 7  | 7    | ラウリーナス・スタンケヴィチュス Laurynas Stankevičius | 1996年2月15日  | 1996年11月27日 | リトアニア民主労働党                                                                         |       |
| 3  | 8    | ゲディミナス・ヴァグノリュス Gediminas Vagnorius       | 1996年11月27日 | 1999年5月4日   | 祖国同盟＝リトアニア保守派                                                                   | 第2期 |
| -  | 8    | イレナ・デグティエネ Irena Degutienė                   | 1999年5月4日   | 1999年5月18日  | 祖国同盟＝リトアニア保守派                                                                   | 代行  |
| 8  | 9    | ロランダス・パクサス Rolandas Paksas                   | 1999年5月18日  | 1999年10月27日 | 祖国同盟＝リトアニア保守派                                                                   | 第1期 |
| -  | 9    | イレナ・デグティエネ Irena Degutienė                   | 1999年10月27日 | 1999年11月3日  | 祖国同盟＝リトアニア保守派                                                                   | 代行  |
| 9  | 10   | アンドリュス・クビリュス Andrius Kubilius              | 1999年11月3日  | 2000年10月26日 | 祖国同盟＝リトアニア保守派                                                                   | 第1期 |
| 8  | 11   | ロランダス・パクサス Rolandas Paksas                   | 2000年10月26日 | 2001年6月20日  | リトアニア自由連合                                                                           | 第2期 |
| -  | 11   | エウゲニユス・ゲントヴィラス Eugenijus Gentvilas       | 2001年6月20日  | 2001年7月3日   | リトアニア自由連合                                                                           | 代行  |
| 10 | 12   | アルギルダス・ブラザウスカス Algirdas Brazauskas       | 2001年7月3日   | 2006年6月1日   | リトアニア社会民主党                                                                         |       |
| -  | 12   | ジグマンタス・バルチーティス Zigmantas Balčytis        | 2006年6月1日   | 2006年7月4日   | リトアニア社会民主党                                                                         | 代行  |
| 11 | 13   | ゲディミナス・キルキラス Gediminas Kirkilas            | 2006年7月4日   | 2008年11月26日 | リトアニア社会民主党                                                                         |       |
| 9  | 14   | アンドリュス・クビリュス Andrius Kubilius              | 2008年11月26日 | 2012年11月22日 | 祖国同盟＝リトアニア・キリスト教民主派                                                       | 第2期 |
| 12 | 15   | アルギルダス・ブトケヴィチュス Algirdas Butkevičius    | 2012年11月22日 | 2016年11月22日 | リトアニア社会民主党                                                                         |       |
| 13 | 16   | サウリュス・スクヴェルネリス Saulius Skvernelis        | 2016年11月22日 | 2020年11月25日 | 無所属 （リトアニア農民・緑の連合支持）                                                      |       |
| 14 | 17   | イングリダ・シモニーテ Ingrida Šimonytė                | 2020年11月25日 | 2024年12月12日 | 無所属（祖国同盟＝リトアニア・キリスト教民主派支持） →祖国同盟＝リトアニア・キリスト教民主派 |       |
| 15 | 18   | ギンタウタス・パルツカス Gintautas Paluckas            | 2024年12月12日 | 2025年8月4日   | リトアニア社会民主党                                                                         |       |
| -  | 18   | リマンタス・シャジュス Rimantas Šadžius                | 2025年8月4日   | （現職）       | リトアニア社会民主党                                                                         | 代行  |